# 獅子の穴
獅子の穴（ししのあな）は、JWP女子プロレスに所属するLeonが中心となって立ち上げた女子プロレスのプロジェクト。

## 概要
Leonがフリー時代に「息吹」の練習にともに参加した大畠美咲、フリーランスの羽沙羅と合同し、団体を問わず若手の底上げを図る場として結成した。また、JWPでの後輩及び練習生も参加している。2010年に本格活動開始。
ユニット名は自身がギミック上「ライオンの化身」であることと漫画「タイガーマスク」に登場する「虎の穴」（大元は「ビリー・ライレー・ジム」の通称「Snake Pit」（蛇の穴））が由来。
2010年10月10日、東京キネマ倶楽部大会でLeon・大畠・羽沙羅の3人が初めてタッグを組み、倉垣翼・チェリー・チェリーボムと6人タッグで対戦。しかし羽沙羅がチェリーボムのエビ固めに屈する。
12月23日、Leon&大畠がタッグマッチでパッション・レッド（高橋奈苗&夏樹☆たいよう）と対戦。羽沙羅は負傷欠場中のためセコンド。
「JWPタッグリーグ・ザ・ベスト2011」には獅子の穴としてLeon&大畠で参戦している。
2011年3月6日、JWP入りした中森華子が加入。
3月21日、板橋グリーンホールで獅子の穴主催興行を開催する。メンバーはもちろんであるが、若手選手の多数参戦を呼びかけ、栗原あゆみやマッスルビーナス（志田光、藤本つかさ）らが応じた。メインはLeonVS大畠のハイスピード選手権試合であったが、同選手権は同年より管理権がLeonがデビューしたアルシオンの社長だったロッシー小川が立ち上げた新団体スターダムに移譲したため、この試合が移譲後初のタイトルマッチとして行われた。当日は東北地方太平洋沖地震（東日本大震災）及び東京電力・福島第一原子力発電所での事故の影響で、徹底した節電をした上で開催。
10月2日、新木場1stRINGでザ☆WANTED!?と12月11日にシアター1010ミニシアターでの自主興行権を懸けた6人タッグで対戦。欠場の大畠に代わりフリーとなって初のJWP参戦となる勇気彩が加わり、勝利して2度目の興行権を獲得。
10月20日、Leon・中森・大畠のユニット名が「ラブドライト」に決定する。なお、「獅子の穴」は練習の場として継続する。
2度目の自主興行では中森のシングルマッチがメインとなった。相手はXとされていたが、そのXは中森が伊藤道場時代に特別講師として指導を仰いだ浜田文子であった。
JWPタッグ・リーグ・ザ・ベスト2012にラブドライトは中森&大畠で参戦。
2012年8月の獅子の穴興行を以って中森と大畠が獅子の穴を卒業し、代わって飯田美花とannaが加入する。後に成宮真希も加わる。
なお、ラブドライトについてはこれまで通りの3人のまま解散しないと発表していたが、大畠がZABUNと契約して以降JWPへの参戦が減り、中森もさくらえみ率いるハートムーブ系リフォームに加わったためラブドライトは活動休止状態にある。

## メンバー
太字はラブドライト
- Leon（JWP女子プロレス）
- 飯田美花（フリー）
- anna（FIGHT CHIX）
- 成宮真希（アイスリボン）

### 元メンバー
- 羽沙羅（現：奥田朱理）（フリー）
- 大畠美咲（エスオベーション→フリー）
- 中森華子（JWP女子プロレス）

## 獅子の穴主催興行
| 獅子の穴初主催興行 2011年3月21日 板橋グリーンホール 観客数：203人 | 獅子の穴初主催興行 2011年3月21日 板橋グリーンホール 観客数：203人 | 獅子の穴初主催興行 2011年3月21日 板橋グリーンホール 観客数：203人 | 獅子の穴プロデュース興行 2011年12月11日 シアター1010ミニシアター 観客数：123人 | 獅子の穴プロデュース興行 2011年12月11日 シアター1010ミニシアター 観客数：123人 | 獅子の穴プロデュース興行 2011年12月11日 シアター1010ミニシアター 観客数：123人 |
| エキシビションマッチ 5分間                                        | エキシビションマッチ 5分間                                        | エキシビションマッチ 5分間                                        | タッグマッチ 勇往邁進 15分1本勝負                                              | タッグマッチ 勇往邁進 15分1本勝負                                              | タッグマッチ 勇往邁進 15分1本勝負                                              |
| Leon                                                              | 0-0                                                               | 勝愛実                                                            | 勝愛実 ○ラビット美兎                                                           | 11分48秒 ラビストラル                                                          | ミクロ 飯田美花●                                                               |
| 勇往邁進 15分1本勝負                                              | 勇往邁進 15分1本勝負                                              | 勇往邁進 15分1本勝負                                              | 蒼星杯プルースターカップ公式戦 15分1本勝負                                     | 蒼星杯プルースターカップ公式戦 15分1本勝負                                     | 蒼星杯プルースターカップ公式戦 15分1本勝負                                     |
| ○志田光                                                           | 7分11秒 ブレーンバスター→片エビ固め                               | masu-me●                                                          | ○川佐ナナ                                                                      | 3分58秒 ノーザンライトスープレックスホールド                                   | 矢神知樹●                                                                      |
| 疾風迅雷 15分1本勝負                                              | 疾風迅雷 15分1本勝負                                              | 疾風迅雷 15分1本勝負                                              | タッグマッチ 一刻千金 30分1本勝負                                              | タッグマッチ 一刻千金 30分1本勝負                                              | タッグマッチ 一刻千金 30分1本勝負                                              |
| ○藤本つかさ                                                       | 6分2秒 ビーナスクラッチ                                           | 矢神葵●                                                           | ○Leon 米山香織                                                                 | 16分18秒 キャプチュードバスター→片エビ固め                                     | 勇気彩 下野佐和子●                                                             |
| 新進気鋭 30分1本勝負                                              | 新進気鋭 30分1本勝負                                              | 新進気鋭 30分1本勝負                                              | 大畠美咲デビュ-5周年記念試合 スペシャル3WAYマッチ 時間無制限                   | 大畠美咲デビュ-5周年記念試合 スペシャル3WAYマッチ 時間無制限                   | 大畠美咲デビュ-5周年記念試合 スペシャル3WAYマッチ 時間無制限                   |
| ○中森華子 森居知子                                                | 17分32秒 フィッシャーマンズスープレックスホールド                 | 栗原あゆみ 飯田美花●                                              | ●大畠美咲                                                                      | 11分31秒 ダブルフォール                                                        | 春山香代子○ 植松寿絵○                                                          |
| 獅子奮迅 ハイスピード選手権試合 30分1本勝負                       | 獅子奮迅 ハイスピード選手権試合 30分1本勝負                       | 獅子奮迅 ハイスピード選手権試合 30分1本勝負                       | シングルマッチ 鏡華水月 30分1本勝負                                            | シングルマッチ 鏡華水月 30分1本勝負                                            | シングルマッチ 鏡華水月 30分1本勝負                                            |
| ○Leon （王者）                                                    | 20分29秒 キャプチュードバスター→片エビ固め                        | 大畠美咲● （挑戦者）                                              | ●中森華子                                                                      | 15分29秒 スピンキック→片エビ固め                                               | 浜田文子○                                                                      |
| 第4代王者が初防衛に成功。                                         |                                                                   |                                                                   | ●中森華子                                                                      | 15分29秒 スピンキック→片エビ固め                                               | 浜田文子○                                                                      |